# 애니야 놀자
애니야 놀자는 2016년 10월 7일부터 2017년 4월 14일까지 방영했었던 KBS 1TV 애니메이션 전문 프로그램이다.

## 기획 의도
애니 덕후들과 전문가들이 제공하는 유익한 지식과 정보, 또한 친근한 추억의 애니메이션을 통해 전 세대를 아우르는 재미와 감동을 전달하는 신개념 애니메이션 전문 매거진 프로그램.

## 방송 시간
| 방송 채널 | 방송 기간                           | 방송 시간                          |
| --------- | ----------------------------------- | ---------------------------------- |
| KBS 1TV   | 2016년 10월 7일 ~ 2016년 10월 21일  | 매주 토요일 밤 12:30 ~ 1:00 (30분) |
| KBS 1TV   | 2016년 10월 28일 ~ 2016년 12월 30일 | 매주 토요일 밤 12:40 ~ 1:10 (30분) |
| KBS 1TV   | 2017년 1월 6일 ~ 2017년 4월 14일    | 매주 토요일 밤 1:30 ~ 2:00 (30분)  |

## 구성
- 애니스팟라이트
- 애니씨어터
- 명예의 전당
- 애니인사이드
- 타임머신 심봤다

## 시청률
| 회차 | 방송 일자        | 전국 시청률(증감치) |
| ---- | ---------------- | ------------------- |
| 1회  | 2016년 10월 7일  | 1.6%                |
| 2회  | 2016년 10월 14일 | 1.0%                |
| 3회  | 2016년 10월 21일 | 1.0%                |
| 4회  | 2016년 10월 28일 | 1.2%                |
| 5회  | 2016년 11월 4일  | 0.8%                |
| 6회  | 2016년 11월 11일 | 0.9%                |
| 7회  | 2016년 11월 18일 | 1.1%                |
| 8회  | 2016년 11월 25일 | 1.2%                |
| 9회  | 2016년 12월 2일  | 1.1%                |
| 10회 | 2016년 12월 9일  | 0.7%                |
| 11회 | 2016년 12월 16일 | 1.0%                |
| 12회 | 2016년 12월 23일 | 0.8%                |
| 13회 | 2016년 12월 30일 | 1.2%                |
| 14회 | 2017년 1월 6일   | 0.6%                |
| 15회 | 2017년 1월 13일  | 0.5%                |
| 16회 | 2017년 1월 20일  | 1.0%                |
| 17회 | 2017년 2월 3일   | 0.6%                |
| 18회 | 2017년 2월 10일  | 0.7%                |
| 19회 | 2017년 2월 17일  | 0.7%                |
| 20회 | 2017년 2월 24일  | 0.3%                |
| 21회 | 2017년 3월 3일   | 0.5%                |
| 22회 | 2017년 3월 17일  | 0.7%                |
| 23회 | 2017년 3월 24일  | 0.4%                |
| 24회 | 2017년 3월 31일  | 0.4%                |
| 25회 | 2017년 4월 7일   | 0.3%                |
| 26회 | 2017년 4월 14일  | 0.7%                |